# Chiến tranh Crete (205–200 TCN)
Chiến tranh Crete (205-200 TCN) là cuộc chiến giữa vua Philippos V của Macedonia, Liên minh Aetolia, các thành phố của Crete (trong đó có Olous và Hierapytna là quan trọng nhất) và cướp biển Sparta chống lại lực lượng của người Rhodes và sau đó Attalos I của Pergamum, Byzantium, Cyzicus, Athen và Knossos.
Macedonia vừa kết thúc cuộc chiến tranh Macedonia lần thứ nhất và Philippos, nhìn thấy cơ hội của mình để đánh bại Rhodes, hình thành một liên minh với người Aetolia và cướp biển Sparta những người đã bắt đầu cướp bóc các tàu của người Rhodes. Philippos cũng thành lập một liên minh với một số thành phố quan trọng của Crete, như Hierapynta và Olous.  Với hạm đội của  người Rhodes và nền kinh tế suy sụp từ sự cướp bóc của cướp biển, Philippos tin rằng cơ hội của mình để đè bẹp Rhodes là đang nằm trong tay. Để đạt được mục tiêu của mình, ông thành lập một liên minh với nhà vua của đế quốc Seleukos, Antiochos III Đại đế, chống lại Ptolemaios V của Ai Cập (Đế quốc Seleuckos và Ai Cập là hai quốc gia Diadochi khác). Philippos bắt đầu tấn công các vùng đất của Ptolemaios và các đồng minh của Rhodes ở Thrace và xung quanh biển Marmara.
Năm 202 TCN, Rhodes và các đồng minh của mình là Pergamum, Cyzicus, và Byzantium kết hợp hạm đội của mình và đánh bại Philippos trong trận Chios. Chỉ cần một vài tháng sau, hạm đội  của Philippos đánh bại người Rhode tại Lade. Trong khi Philippos cướp bóc và tấn công lãnh thổ Pergamese và các thành phố ở Caria, Attalos I của Pergamum đã đến Athens. Ông đã thành công trong việc đảm bảo một liên minh với người Athen, những người ngay lập tức tuyên chiến với Macedonia. Vua Macedonia không thể vẫn không hành động, ông tấn công Athens với hải quân của mình và với quân bộ. Tuy nhiên, người La Mã đã cảnh báo ông ta, phải rút lui hoặc phải đối mặt với cuộc chiến tranh với Roma. Sau khi chịu một thất bại dưới tay của hạm đội Rhodes và Pergamese, Philippos rút lui, nhưng không phải trước khi tấn công thành phố Abydos ở Hellespont. Abydos thất thủ sau một cuộc bao vây lâu dài và hầu hết các cư dân nó tự sát. Philippos bác bỏ tối hậu thư của người La Mã nhằm ngăn chặn những cuộc tấn công các quốc gia Hy Lạp và La Mã tuyên chiến với Macedonia. Điều này khiến cho các thành phố của Crete không có đồng minh lớn của họ và thành phố lớn nhất của đảo Crete, Knossos, tham gia với phe Rhodes. Đối mặt với sự kết hợp này, cả Hierapynta và Olous đầu hàng và bị buộc phải ký một hiệp ước có lợi cho Rhodes và Knossos.

## Mở đầu
Năm 205 TCN, cuộc chiến tranh Macedonia lần thứ nhất đã kết thúc với việc ký kết Hiệp ước Phoenice, theo các điều khoản trong đó người Macedonia không được phép mở rộng về phía Tây. Roma, trong lúc này, đang bận tâm với Carthage, và Philippos hy vọng sẽ tận dụng điều này để nắm quyền kiểm soát thế giới Hy Lạp. Ông cũng biết rằng tham vọng của mình sẽ được hỗ trợ bởi một liên minh với Crete . Đánh bại Pergamum (thành bang Hy Lạp ở Tiểu Á) và thành lập một liên minh với người Aetolia, Philippos giờ đây không bị thành bang Hy Lạp lớn nào chống đối ngoại trừ Rhodes.

## Hoạt động cướp biển và chiến tranh
Hiệp ước Phoenice ngăn cấm Philippos mở rộng về phía tây tới Illyria hoặc biển Adriatic, do đó, nhà vua chuyển sự quan tâm của mình về phía đông đến biển Aegean, nơi ông bắt đầu xây dựng một hạm đội lớn.
Philippos nhìn thấy hai cách để phá sự thống trị trên biển của Rhodes: tiến hành hoạt động cướp biển và chiến tranh. Quyết định sử dụng cả hai phương pháp, ông khuyến khích các đồng minh của mình bắt đầu các hoạt động hải tặc đối với các tàu của người Rhodes. Philippos thuyết phục người Crete, những người đã tham gia vào hoạt động hải tặc trong suốt thời gian dài, người Aetolia, và người Sparta tiến hành hoạt động hải tặc. Việc lôi kéo các quốc gia này là do lời hứa chia sẻ một lượng lớn chiến lợi phẩm chiếm được từ tàu thuyền của người Rhodes  Ông phái tên tướng cướp người Aetolia là Dicaearchos tiến hành hoạt động cướp bóc lớn suốt biển Aegean, mà trong quá trình đó ông ta đã cướp bóc Cyclades và vùng lãnh thổ của người Rhodes.

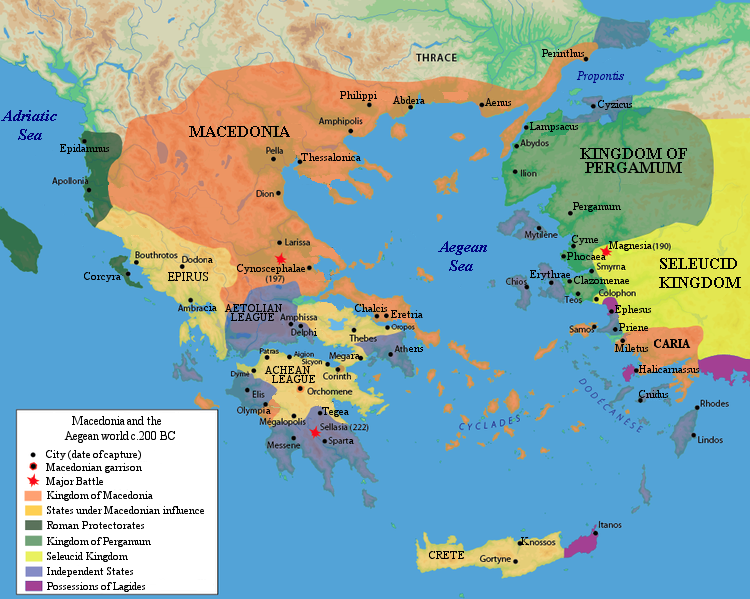
Greece and the Aegean circa 200 BC.

Tới cuối năm 205 TCN, Rhodes đã bị suy yếu đáng kể bởi các cuộc đột kích, và Philippos nhìn thấy cơ hội của mình để tiếp tục với phần thứ hai trong kế hoạch của ông, đối đầu quân sự trực tiếp. Ông thuyết phục thành phố Hierapytna và Olous và các thành phố khác ở Đông Crete tuyên bố chiến tranh chống lại Rhodes.
Phản ứng ban đầu của Rhodes với lời tuyên bố chiến tranh là hành động ngoại giao, họ đã yêu cầu Cộng hòa La Mã giúp chống lại Philippos. Người La Mã, tuy nhiên, đã thận trọng với những cuộc chiến khác, do cuộc chiến tranh Punic lần thứ hai vừa kết thúc.  Viện  nguyên lão La Mã đã cố gắng thuyết phục dân chúng tham gia vào chiến tranh, ngay cả sau khi Pergamum, Cyzicus và Byzantium đã tham gia cuộc chiến ở bên phe Rhodes, nhưng đã không thể gây lay chuyển sự thận trọng của dân chúng của thành phố do họ mệt mỏi vì chiến tranh.
Tại thời điểm này Philippos tiếp tục khiêu khích Rhodes bằng cách chiếm và rồi đốt trụi Cius và Myrleia, những thành phố Hy Lạp trên bờ biển Marmara. Philippos sau đó giao thành phố này cho em rể ông ta, vua của Bithynia, Prusias I, người đã xây dựng lại và đổi tên các thành phố thành Prusa theo tên chính mình và Apameia theo tên vợ ông, tương ứng. Đổi lại các thành phố này, Prusias hứa rằng ông sẽ tiếp tục mở rộng vương quốc của mình tại các vùng đất của Pergamum (cuộc chiến tranh gần nhất của ông với Pergamum đã kết thúc trong năm 205TCN). Việc chiếm đóng các thành phố này cũng gây tức giận cho người Aetolia, vì cả hai đều là thành viên của Liên minh Aetolia. Liên minh giữa Aetolia và Macedonia đã được giữ giữa cả hai chỉ bởi nỗi sợ hãi của Aetolia đối với Philippos, và điều này khiến mối quan hệ vốn đã tồi tệ trở nên mong manh hơn. Philippos tiếp theo tấn công và chinh phục các thành phố Lysimachia và Chalcedon, mà cũng là các thành viên của Liên minh Aetolia, buộc họ phải phá bỏ liên minh của họ với Aetolia.
Trên đường về nhà, hạm đội của Philippos dừng lại tại hòn đảo Thasos ngoài khơi bờ biển của Thrace. Tướng của Philippos là Metrodoros, đã đi đến thủ phủ cùng tên của hòn đảo này để gặp những sứ thần từ thành phố. Những đại sứ nói rằng họ sẽ giao nộp thành phố cho người Macedonia với các điều kiện là họ không chấp nhận một đơn vị đồn trú, rằng họ không phải trả tiền cống hoặc đóng góp binh sĩ cho quân đội Macedonia và họ tiếp tục sử dụng luật riêng của họ.  Metrodoros trả lời rằng nhà vua chấp nhận các điều khoản, và người Thasos mở cửa của họ cho người Macedonia. Tuy nhiên, một khi đã vượt các bức tường, Philippos đã ra lệnh binh sĩ của mình nô dịch tất cả các công dân, những người sau đó bị bán đi, và cướp phá thành phố.
Philippos tiếp theo ký kết một hiệp ước với Antiochos III Đại đế, hoàng đế của đế quốc Seleukos, hy vọng sẽ chia sẻ đất đai của nhà Ptolemaic ở Ai Cập dưới thời pharaoh trẻ Ptolemaios V. Philippos đã đồng ý để giúp Antiochos để chiếm Ai Cập và Cộng hòa Síp, trong khi Antiochos hứa sẽ giúp đỡ Philippos kiểm soát Cyrene, Cyclades và Ionia.

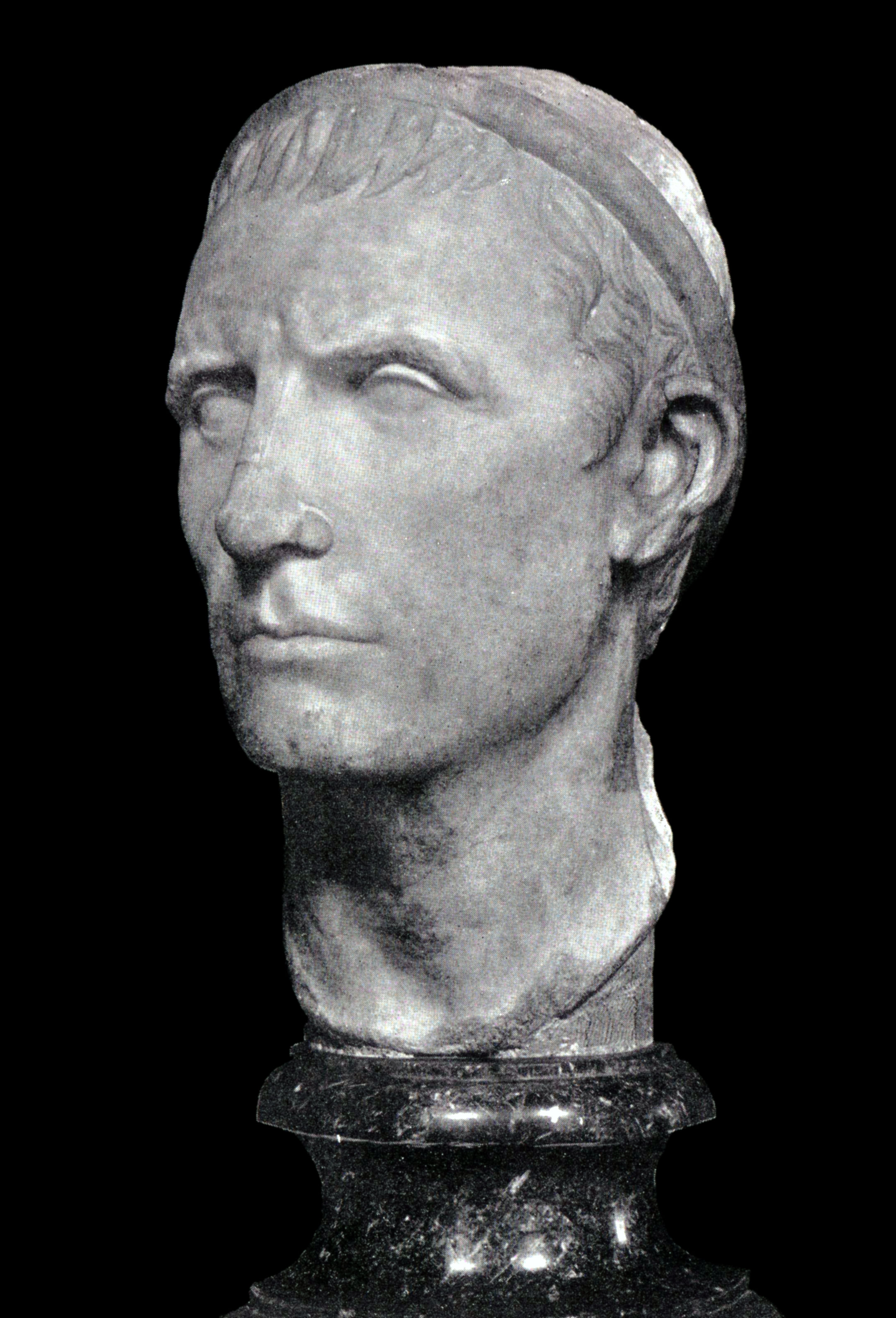
Bust of Antiochus III in the Louvre.

Với việc ký kết hiệp ước này, quân đội của Philippos tấn công vùng lãnh thổ của nhà Ptolemaios ở Thrace. Tiếp theo, hạm đội Macedonia hướng xuống phía nam và chiếm đảo Samos từ tay Ptolemaios V, chiếm hạm đội Ai Cập đóng quân ở đó  Hạm đội này sau đó quay về phía bắc và bao vây đảo Chios. Cuộc bao vây đã không mang lại điều tốt đẹp cho Philippos, khi hạm đội tàu kết hợp của Pergamum, Rhodes và các đồng minh mới của họ, Cyzicus và Byzantium, đã phong tỏa thành công hạm đội của ông   Philippos, nhìn thấy không có lựa chọn khác, quyết định mạo hiểm giao chiến chống lại phe liên minh.
Hạm đội Macedonia có khoảng 200 tàu nhiều hơn hạm đội đồng minh với số lượng áp đảo là 2-1  Trận chiến bắt đầu với Attalos, người đã chỉ huy cánh trái của phe liên minh, tiến đến chống lại các cánh phải của Macedonia. Trong khi bên sườn phải của phe liên minh dưới sự chỉ huy của đô đốc Rhodes, Theophiliscos tấn công cánh trái của Macedonia. Liên minh đã đạt được lợi thế bên cánh trái của họ và chiếm được kì hạm của Philippos, đô đốc của Philippos, Democrates, đã bị giết trong cuộc chiến  Trong khi đó, bên cánh phải của liên minh, người Macedonia đã đẩy người lùi người Rhode trở lại. Theophiliscos, chiến đấu trên kì hạm của ông, đã nhận ba vết thương nghiêm trọng nhưng đã cố gắng để tập hợp những người lính của mình và đánh bại thủy quân Macedonia.
Bên cánh trái của Đồng minh, Attalos thấy một trong những tàu bị đánh chìm bởi kẻ thù và cái bên cạnh nó gặp nguy hiểm  Ông quyết định đưa thuyền tới để cứu với hai tàu quadriremes và kì hạm của mình. Philippos, tuy nhiên, có tàu đã không tham gia trong cuộc chiến đến thời điểm này, thấy rằng Attalos đã cách khá xa khỏi đội tàu của mình và đưa thuyền tới để tấn công ôngta với bốn tàu quinquereme và ba hemioliae. Attalos khi thấy Philippos tiếp cận, đã bỏ trốn trong sự khiếp sợ. Ngay Khi lên bờ, ông vứt bỏ tiền xu, áo choàng màu tím và những vật phẩm tráng lệ khác trên boong tàu của mình và chạy trốn tới thành phố Erythrae. Khi người Macedonia vào tới bờ, họ dừng lại để thu lượm của cải  Philippos, suy nghĩ rằng Attalos đã thiệt mạng trong cuộc truy đuổi, bắt đầu kéo chiếc tàu chỉ huy của Pergamon đi
Trong khi đó, tình hình bên cánh phải của đồng minh, đã đảo ngược và người Macedonia đã bị buộc phải buông tha và rút lui, để cho người Rhodes kéo những con tàu bị hư hỏng của họ vào bến cảng tại Chios. Bên cánh trái đồng minh và trung tâm cũng đã đạt được lợi thế trước đó và buộc người Macedonia phải rút lui, trước khi họ gương buồm quay lại Chios mà không bị cản trở
Trận chiến là một thất bại nặng nề cho Philippos, ông ta đã mất 92 tàu bị đánh chìm và 7 bị chiếm  Về phía đồng minh, Người Pergamum đã có ba tàu bị chìm và hai bị chiếm, trong khi người Rhodes bị mất ba tàu bị đánh chìm và không có cái nào bị chiếm. Trong trận chiến, người Macedonia bị mất 6.000 tay chèo và 3.000 lính thủy tử trận và 2.000 người khác bị bắt. Con số thương vong cho phe đồng minh thấp hơn đáng kể, với người Pergamese mất đi 70 người và 60 Rhodes tử trận, toàn bộ phe đồng minh mất 600 người bị bắt  Thất bại này đã gần như hoàn toàn làm tê liệt hạm đội Macedonia và bảo vệ các hòn đảo Aegea khỏi một cuộc xâm lược lớn.
Sau trận đánh này, viên đô đốc Rhodes quyết định rời Chios và gương buồm trở về nhà. Trên đường trở lại Rhodes, Theophiliscos, viên đô đốc của người Rhodes mất vì những vết thương ông bị trong khi chiến đấu tại Chios, nhưng trước khi ông qua đời, ông đã bổ nhiệm Cleonaeos làm người kế nhiệm  Khi hạm đội Rhodes đang đi ở eo biển giữa Lade và Miletus trên bờ biển Tiểu Á. Hạm đội của Philippos đã tấn công họ. Hạm đội của Philippos đã đánh bại hạm đội Rhodes và buộc nó phải rút lui trở lại Rhodes. 

## Chiến dịch Tiểu Á
Trước khi vua Pergamum, Attalos, bắt đầu lên đường tham gia chiến dịch chống lại lực lượng hải quân ở biển Aegea của Philippos, ông đã tăng cường các bức tường thành kinh đô của mình nhằm chống lại các cuộc tấn công. Bằng cách tiến hành các biện pháp phòng ngừa này, ông hy vọng sẽ ngăn chặn Philippos chiếm đoạt một số lượng lớn chiến lợi phẩm từ lãnh thổ của mình. Khi Philippos, quyết định tấn công Pergamum, ông ta đến thành phố với quân đội của mình và thấy rằng thành phố thiếu sự bảo vệ và ông đã phái một nhóm lính của mình chống lại nó, nhưng họ đã dễ dàng bị đẩy lùi. Philippos, thấy rằng các bức tường thành phố đã quá vững chắc, ông ta rút lui sau khi phá hủy một số ngôi đền, trong đó có đền thờ của Aphrodite và thánh đường của Athena Nicephorus   sau khi người Macedonia chiếm Thyatira, họ tiến đến cướp bóc các vùng đồng bằng của Thebe, nhưng các chiến lợi phẩm thu được tỏ ra ít hơn dự đoán.